# أرييل غراتسياني
أرييل غراتسياني (بالإسبانية: Ariel Graziani) هو لاعب كرة قدم ومدرب كرة قدم أرجنتيني وإكوادوري في مركز الهجوم، ولد في 7 يونيو 1971 في Empalme Villa Constitución ‏ في الأرجنتين. شارك مع منتخب الإكوادور لكرة القدم. أما مع النوادي، فقد لعب مع إل. دي. يو. كيتو وتيبورونيس روخوس دي فيراكروز وسان خوسيه إيرثكويكس وسبورت بويز ونادي أوكاس ونادي إيميلك ونادي برشلونة ونادي دالاس ونادي لانوس ونيو إنغلاند ريفولوشن ونيولز أولد بويز.

## وصلات خارجية
- أرييل غراتسياني على موقع الاتحاد الدولي (مؤرشف)  (الإنجليزية)
- أرييل غراتسياني على موقع الدوري الأمريكي (الإنجليزية)
- أرييل غراتسياني على موقع قاعدة بيانات كرة القدم.إي يو (الإنجليزية)
- أرييل غراتسياني على موقع ناشيونال فوتبول تيمز (الإنجليزية)